# Ochropleura geochroides
Ochropleura geochroides är en fjärilsart som beskrevs av Charles Boursin 1948. Ochropleura geochroides ingår i släktet Ochropleura och familjen nattflyn. Inga underarter finns listade i Catalogue of Life.